# Presa Infiernillo
La Central Hidroeléctrica y Presa de Infiernillo «Adolfo López Mateos» fue construida entre 1961 y 1963 en un proyecto diseñado por la otrora Secretaría de Recursos Hidráulicos y construida por la empresa Ingenieros Civiles Asociados (ICA). Fue puesta en operación el 15 de junio de 1964, con el propósito de captar agua para la generación de energía eléctrica, aprovechamiento para el riego y como medio para el control de avenidas. Actualmente es administrada por la Comisión Federal de Electricidad y está ubicada en el cauce del Río Balsas entre los límites de los municipios de Arteaga, La Huacana y Churumuco del estado de Michoacán y en el municipio de Coahuayutla del estado de Guerrero , México.
Iniciada en 1961, cuenta con una central hidroeléctrica que inició operaciones en 1964, y tiene una capacidad de generar 1200 megawatts de energía eléctrica, siendo la segunda generadora de electricidad en el país después de la Presa Chicoasén mediante este recurso renovable. Tiene una capacidad de almacenar 9.340 hm³ de agua que crea un embalse que cubren aproximadamente de 755 km², que también forman parte de la Reserva de la Biosfera Zicuirán Infiernillo.
Antes de su realización no existía experiencia en el país en la construcción de una obra de tal dimensión. Para construir la cortina fue necesario diseñar un esbelto corazón central, de arcilla impermeable, que soportara el empuje del agua retenida en el embalse. La mayor parte de los respaldos (a ambos lados del corazón), fue construida con enrocamiento (fragmentos de roca de diversos tamaños, resultado de voladuras en cantera).
Consta de una cortina de enrocamiento con corazón impermeable. El vaso de El Infiernillo tiene 120 km de largo, una cortina o dique de 149 m de altura, cubre 400 km² y su capacidad es de 12 mil millones de m³ de agua y contiene un volumen de más de 5 millones de m³ de sedimentos.  Su casa de máquinas es subterránea, con 21 m de ancho, 128 m de largo y 40 m de altura.

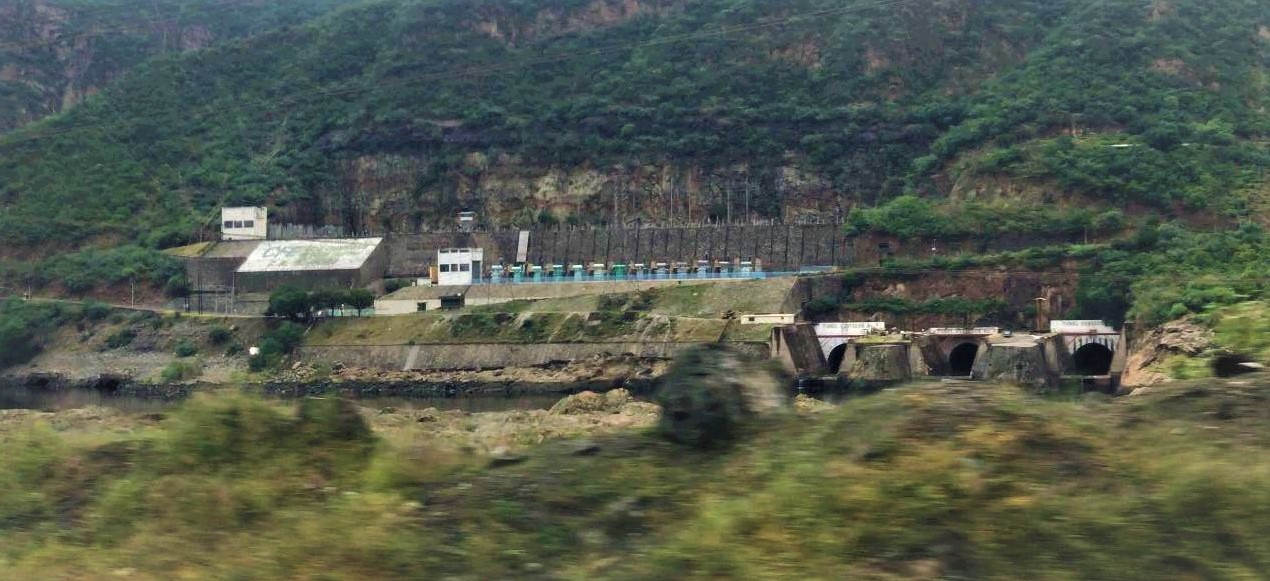
Casa de máquinas, líneas de transmisión y túneles vertedores.
La Presa y el antiguo pueblo de Churumuco.
La hidroeléctrica provocó que en 1965 se inundaran las poblaciones de Churumuco, Infiernillo y el ejido Las Minitas. Los habitantes fueron desplazados a otro pueblo, como vestigio de aquellas comunidades, queda en pie la parroquia de San Pedro Apostól, iglesia construida antes de en el siglo XVIII, en la cual llegó a celebrar misa el insurgente mexicano José Ma. Morelos y Pavón.